# Хајдубесермењ
Хајдубесермењ (мађ. Hajdúböszörmény) град је у Мађарској. Хајдубесермењ је други по величини град у оквиру жупаније Хајду-Бихар.
Град има 31.748 становника према подацима из 2004. године.

## Географија
Град Хајдубесермењ се налази у источном делу Мађарске. Од престонице Будимпеште град је удаљен око 220 километара источно, а од најближег већег града, Дебрецина, 20 километара северозапдно. Град се налази у источном делу Панонске низије и нема излаз на реку или језеро.

## Становништво
По процени из 2017. у граду је живело 30.717 становника.
| 1990.  | 2001.  | 2011.  | 2017.  |
| ------ | ------ | ------ | ------ |
| 30.823 | 32.053 | 31.725 | 30.717 |

## Партнерски градови
- Ваља луј Михај
- Салонта
- Харкањ